# Manuel Dorrego

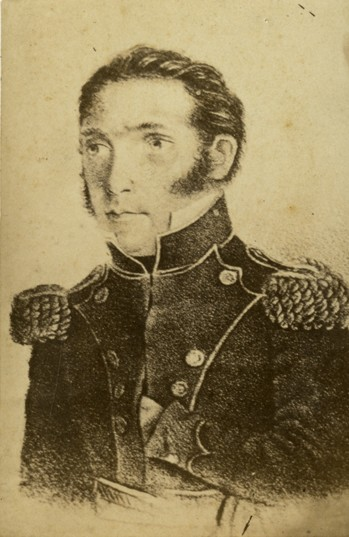
Manuel Dorrego

Manuel Dorrego, 11 juni 1787 i Buenos Aires, död 13 december 1828 i Buenos Aires, var en argentinsk militär och politiker. Han var guvernör över provinsen Buenos Aires 1820 och återigen från 1827 till 1828.
Manuel Dorrego var son till José Antonio de Dorrego och María de la Ascensión Salas och var det yngsta av fem syskon.
Han fick guvernörsposten genom militären där han var general. Simon Bolivar imponerade mycket på honom. Dorrego blev avrättad (skjuten) utan rättegång på Juan Lavalles order, när dennes trupper marscherade in i Buenos Aires 1828.